# Sericolea ovalifolia
Sericolea ovalifolia är en tvåhjärtbladig växtart som först beskrevs av Wernh., och fick sitt nu gällande namn av Lilian Suzette Gibbs. Sericolea ovalifolia ingår i släktet Sericolea och familjen Elaeocarpaceae. Utöver nominatformen finns också underarten S. o. lamii.